# 凤凰街道 (南京市)
凤凰街道，是中华人民共和国江苏省南京市鼓楼区下辖的一个乡镇级行政单位。

## 行政区划
凤凰街道下辖以下地区：
莫愁新寓社区、凤凰二村社区、凤凰西街社区、西城岚湾社区、凤凰街社区、教工新村社区、凤凰花园社区、华阳佳园社区、苏城苑社区、白云园社区和蓝天园社区。